# Верхнедобринское сельское поселение (Жирновский район)
Верхнедо́бринское се́льское поселе́ние  — муниципальное образование в составе Жирновского района Волгоградской области России.
Административный центр — село Верхняя Добринка.

## История
Верхнедобринское сельское поселение образовано 21 февраля 2005 года в соответствии с Законом Волгоградской области № 1009-ОД.

## Население
| 2010 | 2012 | 2013 | 2014 | 2015 | 2016 | 2017 |
| ---- | ---- | ---- | ---- | ---- | ---- | ---- |
| 957  | ↘908 | ↘886 | ↘857 | ↘846 | ↘830 | ↘799 |
| 2018 | 2019 | 2020 | 2021 |      |      |      |
| ↘783 | ↘729 | ↘696 | ↘667 |      |      |      |

## Состав сельского поселения
| № | Населённый пункт | Тип населённого пункта       | Население |
| - | ---------------- | ---------------------------- | --------- |
| 1 | Верхняя Добринка | село, административный центр | 716       |
| 2 | Вишнёвое         | село                         | 241       |